# J. Rohrbacher
Das Unternehmen J. Rohrbacher war eine Kutschen- und Wagen- und Waggonfabrik sowie Karosseriebauunternehmen in Wien. Es firmierte mit dem Titel „k.u.k. Hof-Wagenfabrik“.

## Geschichte

Werbung von J. Rohrbacher (1891)

J. Rohrbacher in einer Huldigung der k.u.k. Hof- und Kammerlieferanten zum Thronjubiläum 1908

### Gründung und Aufstieg
Der aus Hammern bei Markt Eisenstein (Böhmerwald) stammende Josef Rohrbacher kam im Jahr 1832 nach Wien. Nachdem er bei Jacob Lohner das Wagnerhandwerk erlernt hatte, machte er sich 1844 nach der Einheirat in eine Wagnerfamilie im damaligen Vorort Ober St. Veit selbständig.
Schon bald begann er, Stellwagen herzustellen und verlegte sich zudem auf den Bau von Postkutschen, die bald guten Absatz fanden. Seine zehnsitzigen Omnibusse mit zwei Coupés bekamen ein Privilegium. Durch den guten Ruf seiner Erzeugnisse stiegen die Aufträge stetig, so dass die vorhandenen Räumlichkeiten nicht mehr ausreichten. 1853 eröffnete Rohrbacher daher eine neue Fabrik, welche dann im Laufe der Zeit weiter ausgebaut und vergrößert wurde. Bei der Erzeugung von Stellwagen erreichte das Unternehmen eine Monopolstellung.
Rohrbacher konnte sich mit den von ihn erzeugten Stellwagen gegen die damals bekannteren Pariser Omnibusse in Wien zweimal durchsetzen. Das erste Mal konnte er sich gegen die Konkurrenz bei der Eröffnung der k.k. priv. Elisabeth-Westbahn behaupten, welche sich Omnibusse aus Paris zur Verbindung des Bahnhofes mit der Stadt kommen ließ und das andere Mal bei der Weltausstellung 1873, bei welcher durch eine französische Gesellschaft und durch die Wiener Omnibusgesellschaft solche Wagen eingesetzt wurden.
Schon in den 1860er Jahren wurde die Firma mit bedeutenden Aufträgen von Seite des k.k. Reichs-Kriegsministeriums betraut und lieferte die meisten Sorten der Trainfuhrwerke, Sanitätswagen, Feldspitalswagen, Feldtelegraphen-Fuhrwerke, das Festungs-Feldbahnmateriale usw. Auch für die königlich rumänische, königlich serbische und die fürstliche bulgarische Armee wurden größere Aufträge erledigt.
In den Jahren 1865 bis 1871 gingen die Geschäfte des Unternehmens jedoch so schlecht, dass es schließlich zu einer Zwangsversteigerung kam. Josef Rohrbacher ersteigert mit Hilfe eines Darlehens seines Bruders Georg, einem Brauereibesitzer in Budapest, sein eigenes Unternehmen zurück. 1872 wurde der Dampfbetrieb eingeführt und 1873 wird eine Verkaufsfiliale am Opernring eröffnet, im folgenden Jahr tritt der älteste Sohn Julius nach dem Abschluss seines Studiums in das Unternehmen ein. Seit den 1880er Jahren lieferte die Firma auch sämtliche Typen von Postwagen für die k.k. österreichische Post.

Wagen 4 der Gmundner Straßenbahn vor seiner Ablieferung (1895)

### J. Rohrbacher
Nach dem Tod vom Gründer Josef Rohrbacher 1883 wurde die Fabrik von seinen Söhnen Dipl. Ing. Julius und Karl und seiner ältesten Tochter Caroline unter dem Namen J. Rohrbacher als Offene Handelsgesellschaft weitergeführt. Für die erbrachten Dienste und auf Grund der sehr guten Qualität der Produkte wurde die Firma J. Rohrbacher 1884 zum k.u.k. Hoflieferanten ernannt.
1886 wurden zwei Dampfhämmer aufgestellt, damit konnten alle Wagenteile inklusive der Achsen und Federn in eigenem Betrieb erzeugt wurden.
Um 1887 baute J. Rohrbacher die ersten Pferdestraßenbahn-Waggons für die Neue Wiener Tramwaygesellschaft sowie 1894 elektrische Triebwagen für die Straßenbahn Gmunden und andere Betriebe. Damit betrat das Unternehmen ein neues Gebiet und nahm größere Aufträge auf Waggons für die Wiener städtische Straßenbahnen wahr.
Durch die gute Auslastung mit inländischen Aufträgen gab es nur nebenbei Export. Trotzdem wurden Wagen der Fabrik ins Ausland geliefert, zum Beispiel Pferdeomnibusse nach Bukarest, Griechenland, Persien usw., Equipagen in die Türkei, nach Griechenland, Ägypten, Persien, Russland, Nordamerika, Australien, nach Java usw. 1895 wird das Tochterunternehmen „Erste bulgarische Wagenfabrik J. Rohrbacher“ in Bukarest gegründet.
Das Unternehmen profitiert in der Folgezeit von ärarischen Aufträgen für Fahrzeuge für Heer und Post sowie Geschäftswagen für Firmen. Auch erste Automobile wurden mit Karosserien von Rohrbacher versehen. Im Jahr 1904 scheidet Caroline Rohrbacher nach 41-jähriger Tätigkeit aus dem Unternehmen und übergibt ihre Anteile an ihren Neffen Ing. Richard Krasser, der Gesellschafter des Unternehmens wird. 1906 werden erste Geschäftsbeziehungen mit den nachmaligen Österreichischen Saurerwerken aufgenommen, Rohrbacher beginnt mit der Karosseriefertigung für Lastkraftwagen. 1908 erhielt Krasser den Titel eines k.u.k Hoflieferanten verliehen.
Weiters besaß das Unternehmen J. Rohrbacher auch die Lieferbefähigung für die Artillerie-Feldhaubitze M. 99 sowie eines Batterie-Munitions-Hinterwagens. Im Ersten Weltkrieg erzeugte das Unternehmen fast ausschließlich für die k.u.k Armee, wodurch es nach Kriegsende zu einem schweren Einbruch in der Produktion kam. 1920 wurde das Unternehmen in eine Ges.m.b.H. umgewandelt.

### Saurerwerke

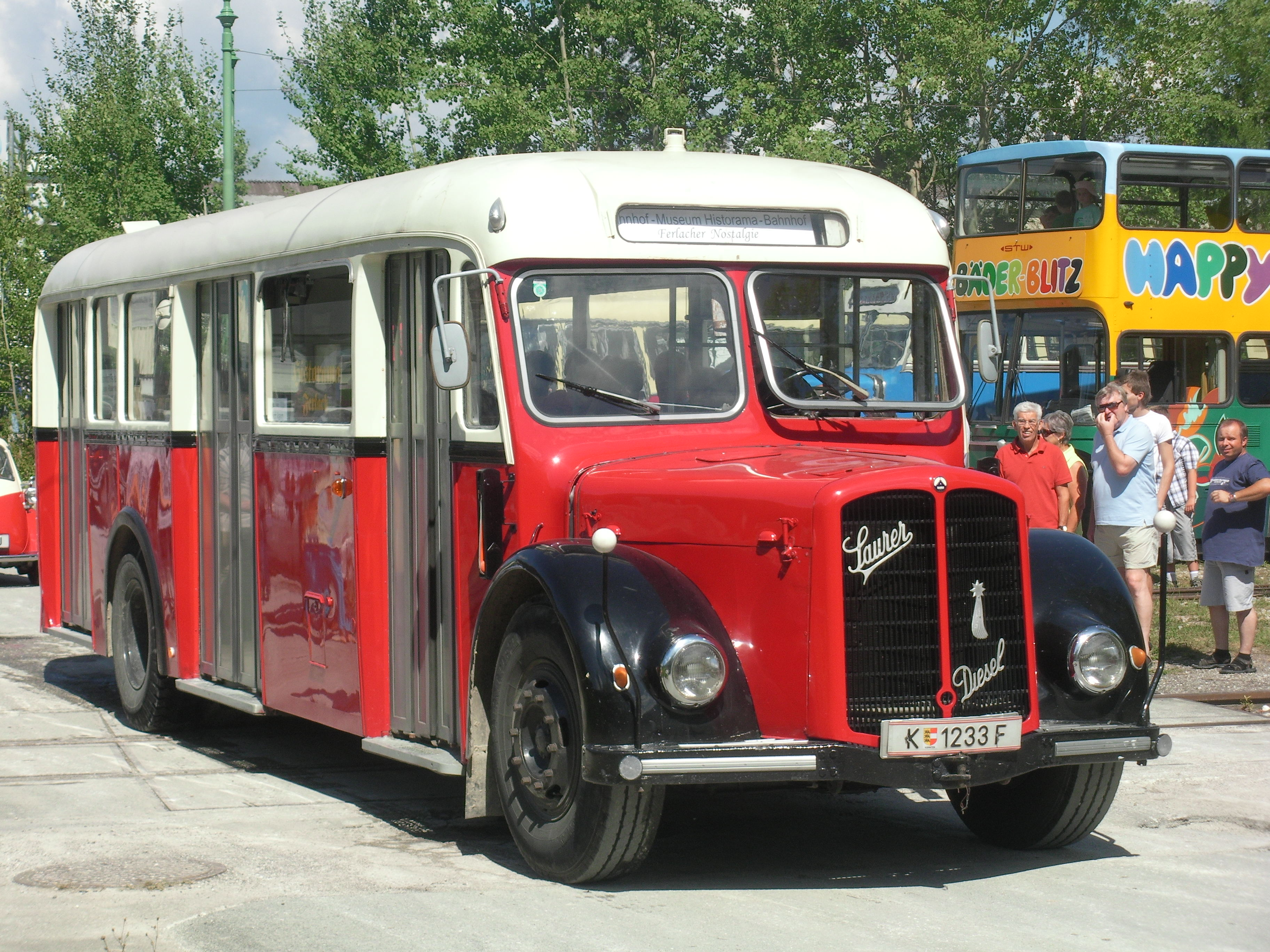
Saurer „Komet“ – Omnibus

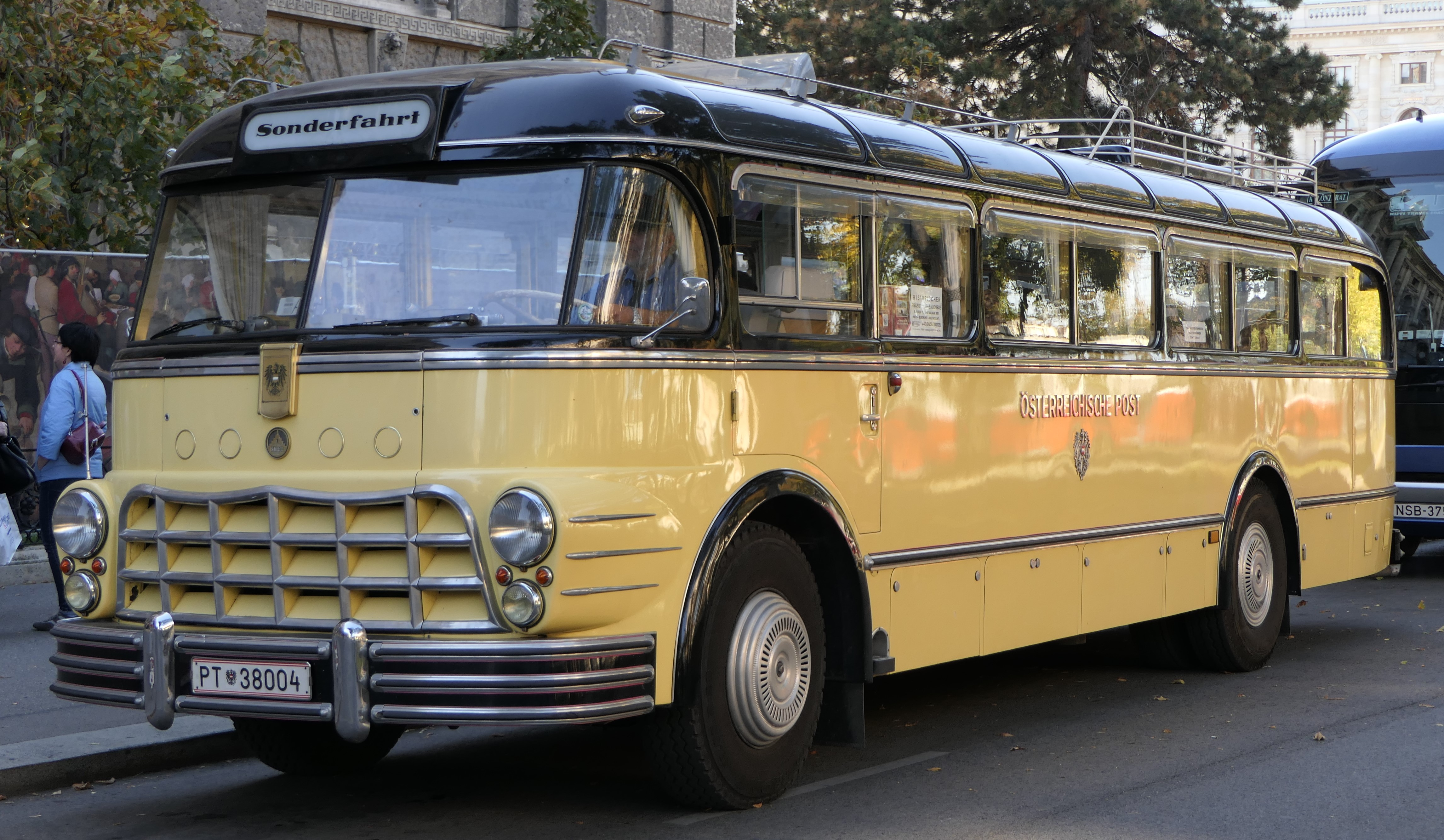
„Chrustschow-Bus“ (Konferenzbus) der Österreichischen Post (1959)

Die Weltwirtschaftskrise der 1930er Jahre machte auch vor diesem Unternehmen nicht Halt. Im Jahr 1934 übernahmen die Österreichischen Saurerwerke die Firmenmehrheit, die J. Rohrbacher Ges.m.b.H wurde in Folge als eigenständiges Unternehmen in die Saurerwerke eingegliedert. Der bisherige Gesellschafter Ing. Richard Krasser verbleibt als Leiter des Unternehmens, auch die Liegenschaft in Ober St. Veit blieb weiterhin im Besitz der Familie.
Im Zweiten Weltkrieg arbeitete auch Rohrbacher für die Rüstungsindustrie und stellte Aufbauten für Saurer-Fahrzeuge der Wehrmacht her. Zu dieser Zeit arbeiten an die 500 Arbeiter im Unternehmen.
Nach dem Krieg wurde das zerstörte Unternehmen wieder aufgebaut und lieferte weiterhin Aufbauten für Saurer LKW und Busse. 1959 baute man beispielsweise die Karosserie für den luxuriösen „Chrustschow-Bus“ der Österreichischen Post, das Fahrzeug wurde von staatlicher Seite zum Transport von hohen Staatsgästen verwendet.
1969 wurde die Produktion bei Rohrbacher eingestellt.